# Eixo Belas-Benfica
O Eixo Belas-Benfica, é um ramal que diverge da EN250 que liga Belas a Benfica, via Casal de Cambra, Vale Pequeno, Vale Grande, Casal do Rato, Casal da Perdigueira, Paiã, Pontinha e Carnide. No início tem ramais para Queluz e Monte Abraão e também para Almargem do Bispo.
Contudo, este ramal foi sendo bastante urbanizado e, brevemente a IC16 o substituirá na totalidade por uma segura e mais funcional auto-estrada.